# Ctenopterella
Ctenopterella, rod pravih paprati (papratnice) iz potporodice Grammitidoideae,. dio porodice Polypodiaceae, red Polypodiales. Kew ovaj rod tretira kao sinonim za Grammitis.
Postoji 10 vrsta rasprostranjenih po tropskom Starom svijetu. Rod je opisan u Gardens' Bulletin, Singapore 58(2): 234. 2007. Tipična je Ctenopterella blechnoides (Grev.) Parris. 

## Vrste
1. Ctenopterella blechnoides (Grev.) Parris
2. Ctenopterella fluvialis Parris; sp. nov. in prep.
3. Ctenopterella gordonii (S.B.Andrews) Parris
4. Ctenopterella lasiostipes (Mett.) Parris
5. Ctenopterella lepida (Brause) Parris
6. Ctenopterella nhatrangensis (C.Chr. & Tardieu) Parris
7. Ctenopterella pacifica Parris
8. Ctenopterella pediculata (Baker) Parris
9. Ctenopterella seemannii (J.Sm.) Parris
10. Ctenopterella vodonaivalui (Brownlie) Parris

## Sinonimi
Nema.